# قصر وحدائق غودنستون
قصر وحدائق غودنستون (بالإنجليزية: Goodnestone Park) هو قصر فخم وحدائق تاريخية يقع في الجزء الجنوبي من قرية غودنستون، ضمن منطقة دوفر في مقاطعة كينت، إنجلترا. يبعد القصر حوالي 11 كيلومترًا (7 أميال) عن مدينة كانتربري، ويُعد مثالًا بارزًا للهندسة المعمارية الكلاسيكية الإنجليزية من الطراز البالادياني.

## أصل التسمية
يُترجم اسم Goodnestone Park إلى العربية بـقصر وحدائق غودنستون، حيث تشير كلمة Park في السياق البريطاني التاريخي إلى أراضٍ وحدائق خاصة تحيط بمنازل ريفية فخمة، وليست منتزهًا عامًا كما في الاستخدام المعاصر. يقع القصر في قرية غودنستون بمقاطعة كينت، ومن هنا جاءت التسمية.

## التاريخ
تم بناء القصر عام 1704 على يد السير بروك بريدجز، البارون الأول، وهو أحد النبلاء الإنجليز. وقد بقيت العائلة المالكة في القصر لأجيال متعاقبة.
من أبرز الروابط التاريخية للقصر أن إليزابيث بريدجز، حفيدة مؤسس القصر، تزوجت من شقيق جين أوستن، الروائية البريطانية الشهيرة. وقد زارت جين أوستن القصر عدة مرات، وأثّرت هذه الزيارات في بعض أعمالها الأدبية.

## الهندسة المعمارية والحدائق
يتّبع القصر نمط العمارة **البالاديانية** الذي كان شائعًا في القرن الثامن عشر، ويتميز بتناسق خطوطه وأناقة واجهاته الحجرية. تحيط بالقصر حدائق مصممة على الطراز الإنجليزي، تشمل:
- حدائق ورود كلاسيكية
- مروج خضراء واسعة
- ممرات مظللة بالأشجار
- بساتين زينة

وتُعد هذه الحدائق من أبرز المعالم التاريخية الباقية في كينت، وهي مفتوحة حاليًا أمام الجمهور.

## الاستخدام الحالي
يُستخدم القصر اليوم كمنزل خاص، في حين أن حدائقه متاحة للزيارة العامة، وتستضيف فعاليات ثقافية وزراعية على مدار العام.

## وصلات خارجية
- الموقع الرسمي لقصر وحدائق غودنستون
- معلومات عن الحدائق التاريخية في كينت – Kent Gardens Trust